# سرودهای گریگوری

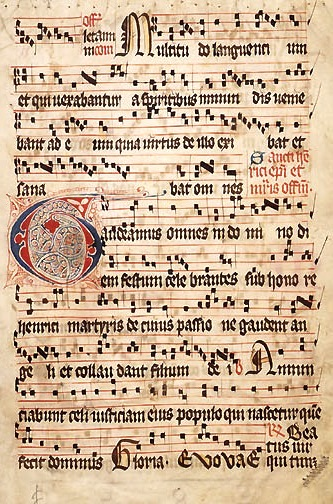
سرود گادموس اومنس که به کمک نئوم‌ها نت‌نویسی شده‌است. قدمت این نسخه به سدهٔ ۱۴ یا ۱۵ میلادی می‌رسد و برای ادای احترام به هنری (اسقف فنلاند در سدهٔ ۱۲ میلادی) نگارش شده‌است.

سرودهای گریگوری نوعی موسیقی یک‌صدایی بودند که در کلیسای کاتولیک و بر اساس روش ساده‌خوانی که در موسیقی غرب رایج بود و معمولاً به زبان لاتین (و گاهی به زبان یونانی) خوانده می‌شدند. رواج سرودهای گریگوری در سدهٔ ۸ و ۱۰ میلادی و در غرب و مرکز اروپا رخ داد. اگر چه افسانه‌ها اختراع این سرودها را به گریگوری یکم نسبت می‌دهند اما محققان بر این باورند که این سرودها در دورهٔ دودمان کارولنژی و با ترکیب سرودهای یونانی و سرودهای گالیکان شکل گرفتند.
سرودهای گریگوری ابتدا در چهار مُد و بعدتر در هشت مد و نهایتاً در ۱۲ مد دسته‌بندی می‌شدند. این سرودها از ساختاری مشخص تبعیت می‌کردند که بر اساس مد گریگوری بود و در آن از فرودهای مشخص و الگوهای تکرارشونده استفاده می‌شد. گام این سرودها حاصل ترکیب دو دانگ بود و معمولاً گستره‌ای به اندازهٔ شش نت داشت که به آن ششگان (مجموعۀ شش نغمه) گفته می‌شود. نت‌نویسی این سرودها با کمک نئوم‌ها انجام می‌شد که نت‌نویسی پنج‌خطی امروزی حاصل تکامل آن‌هاست. به تدریج این سرودها از حاصل تک‌صدایی محض خارج شدند و در آن یک خواننده با بقیهٔ خوانندگان ایجاد هارمونی می‌کرد که این منشأ اولیهٔ موسیقی چندصدایی در غرب بود.

## یادداشت
1. ↑  Gaudeamus omnes
2. ↑  hexachord